# Albi
Albi – miejscowość i gmina we Francji, na północny wschód od Tuluzy, w regionie Oksytania, w departamencie Tarn. Ośrodek administracyjny departamentu Tarn. W 2018 roku jej populacja wynosiła 50 741 mieszkańców, gęstość zaludnienia wyniosła 1145.9 osób/km². Przez gminę przepływa rzeka Tarn. W 2010 roku miasto wpisano na listę światowego dziedzictwa UNESCO.
Obecnie jest to ośrodek przemysłu maszynowego, porcelanowego, a także szklarskiego.
Miejsce urodzenia malarza i grafika Henri de Toulouse-Lautreca oraz pisarza Pierre Benoit. W renomowanym miejscowym liceum im. Lapérouse'a kształciło się wiele znanych osób, m.in. prezydent Georges Pompidou i aktor Pierre Mondy.

## Historia
W średniowieczu miejscowość ta była centrum herezji katarów (albigensów).
Mieści się tu Katedra św. Cecylii, budowana w XIII-XIV wieku, będąca architektonicznym symbolem triumfu papiestwa nad heretykami.

## Miasta partnerskie
- Girona, Hiszpania
- Palo Alto, Stany Zjednoczone
- Lijiang, Chiny